# Lucas Legnani
Lucas Legnani (nacido en Buenos Aires el 10 de noviembre de 1978) es considerado como el mejor jugador argentino de bowling de todos los tiempos. Es el único de su país que haya jugado en el PBA Tour (Tour de Profesionales de los Estados Unidos), la liga más competitiva del mundo. Ha obtenido numerosos premios, entre los que se cuentan más de diez títulos internacionales (incluyendo bronce en Juegos Panamericanos de 2007) y uno del Tour Europeo (Catalonya Open 2009). Ha ejecutado ocho juegos perfectos (doce strikes seguidos) -uno de ellos en el PBA Tour 2007- y cuatro series de 800 (más de ochocientos en tres líneas).

## Biografía
A los cinco años, mientras estaba en una bolera con su tía María, un extraño se acercó encandilado por la bella mujer y mientras la invitaba a tomar algo (y como para hacer mérito) le regaló una bola al niño. El extraño resultó ser Pedro Merani, quien terminaría por entrenar a Lucas hasta los 23 años.
En el año 1993 Legnani ya era jugador del Seleccionado de su país, pero las victorias más importantes no vendrían sino diez años después. En su propio testimonio: "Todo empezó a dar frutos en el Sudamericano de Montevideo 2003, cuando me di cuenta de que era verdad todo lo que decían de mí". Y entonces sí vendrían los campeonatos regionales, nacionales e internacionales, y para el 2007 el bronce en una memorable partida contra el norteamericano Rhino Page. En 2009, tras disputarle la final al inglés Dominic Barrett, ganó el VII Catalonya Open, Trofeu Galasa (con un premio de más de diez mil euros).
En la actualidad vive en su país natal, donde juega y organiza torneos. También participa ocasionalmente del Tour Europeo y asesora a la Selección Nacional, en la que está "sembrado". Es miembro y jugador activo del PBA Tour, y parte del Hammer Staff y del Vise Staff.

## Algunos títulos obtenidos
- Tercer Puesto Individual en el Torneo de las Américas 1995.
- Tercer Puesto Todo Evento en el Torneo de las Américas 1996.
- Subcampeón Panamericano FIQ, categoría Parejas 1998.
- Subcampeón Panamericano FIQ, categoría Parejas 1998.
- Segundo Puesto Individual en el Torneo de la Raza 2003.
- Campeón del Torneo La Raza 2007, Costa Rica.
- Dos Títulos del ABT, 2005 y 2006.
- Campeón Regional 2003, 2004, 2005, 2006, 2007.
- Subcampeón Nacional 2003, 2005.
- Campeón Nacional 2004, 2006, 2007.
- 17 Medallas de Oro y 3 de Plata del 2003 al 2007.
- Campeón Sudamericano FIQ 2004 en las ramas individual y Todo Evento.
- Subcampeón torneo de Maestros Sudamericano FIQ 2004.
- Medalla de Bronce en los Juegos Panamericanos Río de Janeiro 2007.
- Tercer puesto PBA South Region Virginia 2007.
- Cuartos de final PBA South Region Wild Turkey Bourbon Rocky mt. Open 2005.
- Octavos de final PBA South Region Orlando Florida 2005.
- Puesto 24.° en el PBA Tour Trials 2006 (promedio 219).
- Medalla de Oro en las categorías Parejas Mixtas y Todo Evento en el Torneo Sudamericano 2006.
- Campeón en el III Torneo Internacional (Maestros) For Fan 2004.
- Campeón Todo Evento en el Torneo Internacional For Fan, ediciones 2006 , 2007, 2008.
- Subcampeón Individual del Torneo Sudamericano 2006.
- Primer puesto del Torneo UBA Classic, EU, 2007.
- Primer puesto del Torneo UBA Classic, EU, 2009.
- Décimo cuarto puesto en el Campeonato Mundial AMF Venezuela 2006.
- Segundo puesto Todo Evento World Ranking Masters, Yakarta, Indonesia 2008.
- Primer puesto Final del Ranking Mundial, Zona Americana 2007, El Salvador.
- Segundo puesto Final del Ranking Mundial Zona Americana 2008, República Dominicana.
- Segundo puesto Todo Evento Final del Ranking mundial Nápoles, Italia 2009.
- Tercer puesto Todo Evento Mundial AMF Liubiana, Eslovenia 2006.
- Cuarto puesto Mundial AMF, Sudáfrica 2011.
- Campeón Masters Campeonato Iberoamericano, Buenos Aires 2013